# Choroba Nipah
Choroba Nipah – infekcja wirusowa wywoływana przez wirusa Nipah. Objawy choroby są różne: gorączka, kaszel, ból głowy, płytki oddech, zdezorientowanie. Czasem nie występują. Choroba w ciągu paru dni może doprowadzić do śpiączki, a od 50% do 75% zakażonych umiera. Powikłania mogą obejmować zapalenie mózgu i drgawki.
Wirus Nipah (NiV) jest wirusem RNA z rodzaju Henipavirus. Przenoszony jest przez nietoperze owocożerne, z zakażonych ludzi na innych oraz ze zwierząt na ludzi. Aby doszło do zakażenia zazwyczaj wymagany jest bezpośredni kontakt z zakażonym. Diagnoza opiera się na objawach, a potwierdzana jest badaniami laboratoryjnymi.
Postępowanie z chorymi ogranicza się do leczenia wspomagającego. Nie powstała jeszcze szczepionka, ani żadna konkretna metoda leczenia. Środki zapobiegawcze obejmują unikanie ekspozycji na nietoperze i chore świnie oraz nie picie surowych soków z daktylowca właściwego. Do maja 2018 około 700 przypadków zakażenia wirusem Nipah zostało potwierdzonych, z czego 50 do 70 procent z zakażonych zmarło. W maju 2018, wybuch choroby w indyjskim stanie Kerala doprowadził do śmierci 17 osób.
Choroba została po raz pierwszy rozpoznana w 1998 przez zespół naukowców z Wydziału Leczniczego Uniwersytetu Malajskiego podczas trwania ogniska NiV w Malezji. Większość chorych została przewieziona do szpitala uniwersyteckiego z uczelni, z której pochodzili naukowcy. Wirus został wyizolowany i zidentyfikowany w 1999. Nazwę swoją zaczerpnął z malezyjskiej wsi, Songami Nipah. Świnie również mogą się zakazić, co skutkowało wybiciem milionów sztuk przez malezyjskie władze w 1999, aby zatrzymać rozprzestrzenianie się wirusa, skutecznie ograniczyło to jego rozpowszechnianie. Początkowymi objawami są gorączka, ból głowy i senność, po których następuje dezorientacja psychiczna.

## Objawy i symptomy
Objawy pojawiają się od 5 do 14 dni po zakażeniu. Mogą również występować problemy z oddychaniem. Śpiączka może nastąpić w ciągu 24 do 48 godzin. Zapalenie mózgu jest potencjalnie najgroźniejszym powikłaniem choroby. Osoby z problemami oddechowymi oraz powyżej 45 roku życia częściej zarażają, niż osoby z normalnym oddechem oraz młodsze.

## Ryzyka
Ryzyko narażenia jest wysokie dla pracowników szpitali i opiekunów osób zakażonych wirusem. W Malezji i Singapurze, osoby mające kontakt z chorymi świniami stanowiły większość chorych. W Bangladeszu i Indiach z kolei większość zarażeń była skutkiem picia surowych soków z daktylowców, zjadania owoców częściowo zjedzonych już przez nietoperze, oraz picia zanieczyszczonej wody.

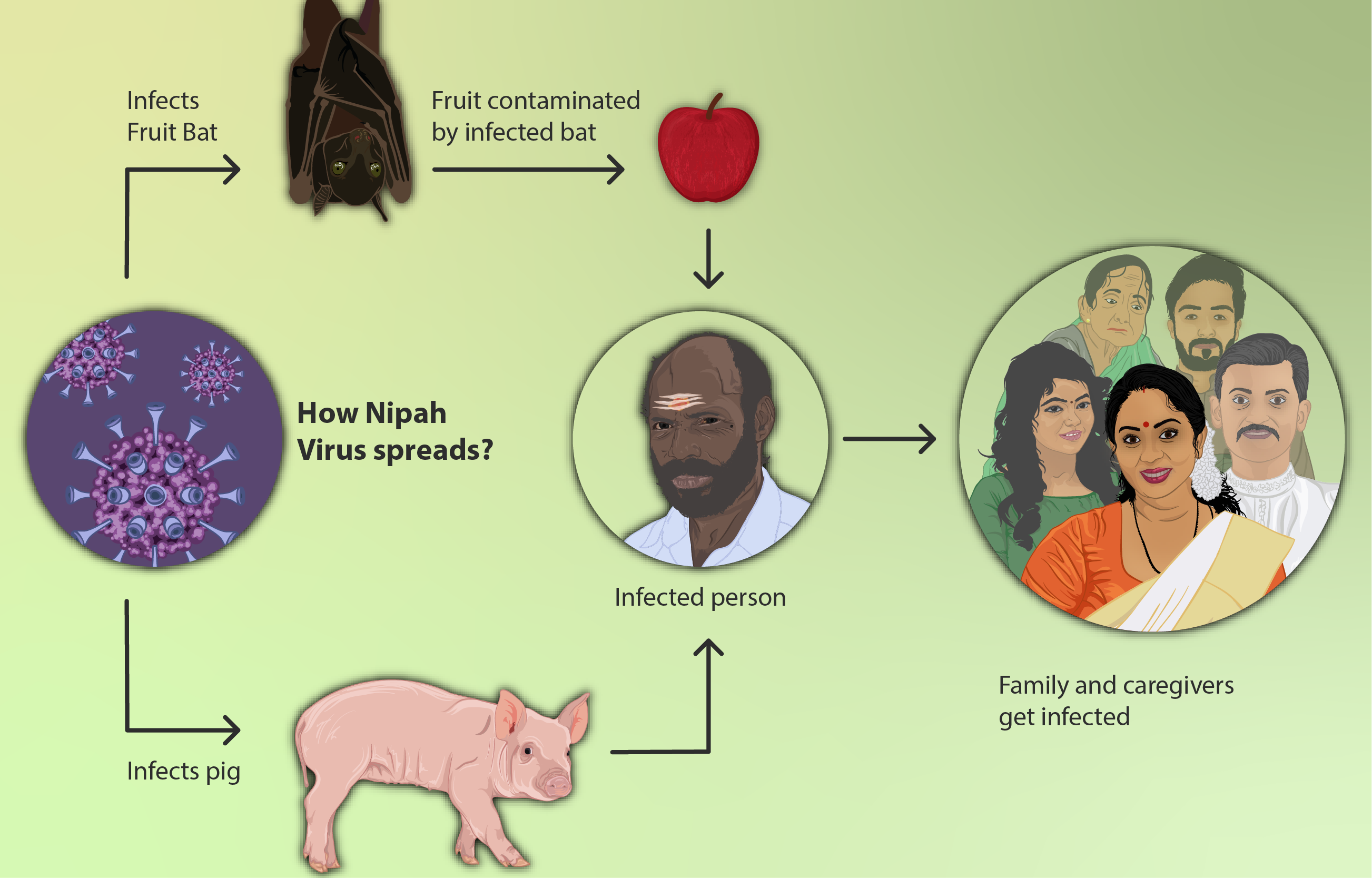
Rozprzestrzenianie się wirusa Nipah
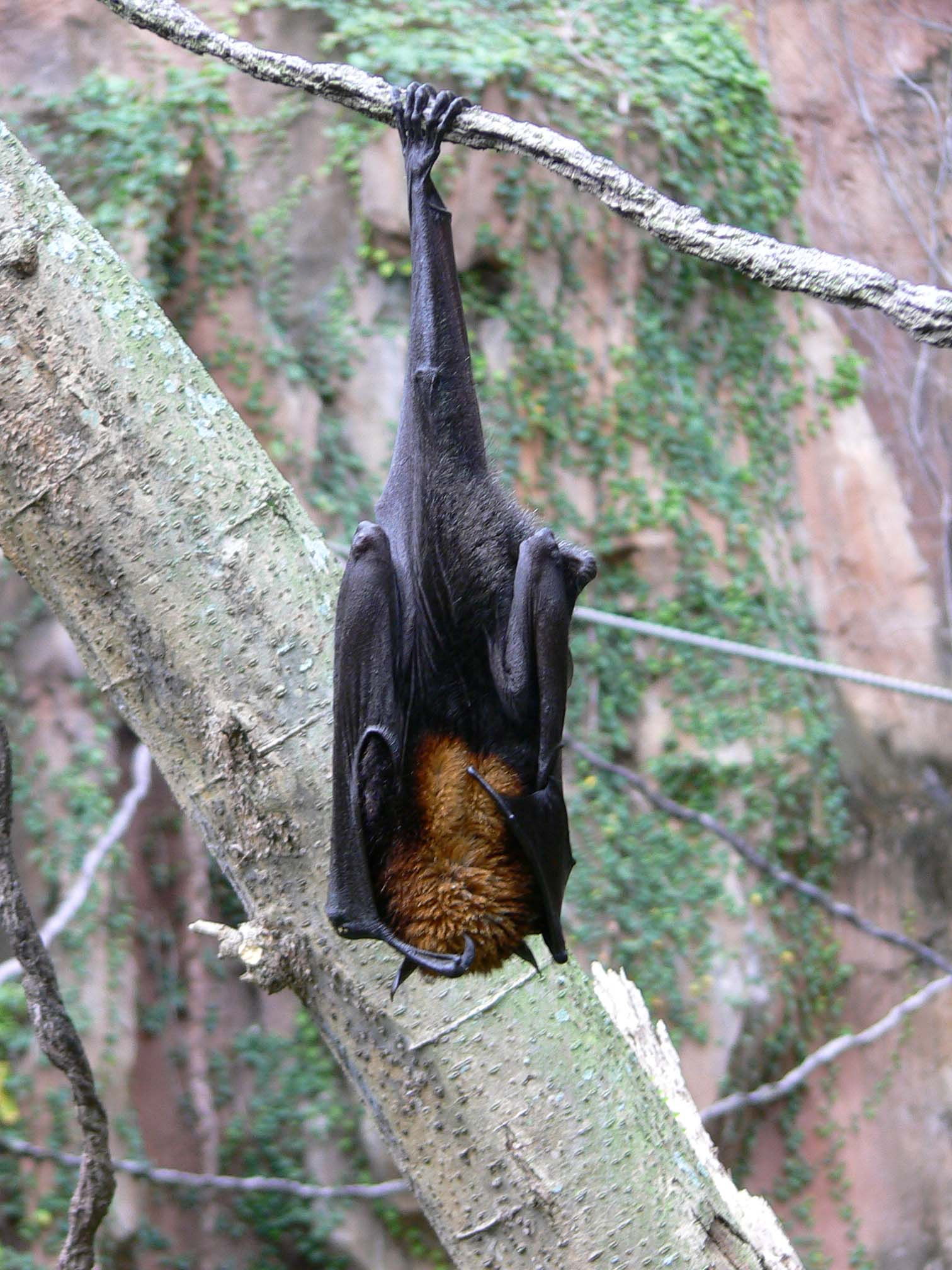
Nietoperze owocożerne są naturalnymi rezerwuarami wirusa Nipah

## Diagnostyka laboratoryjna
Podczas ostrych i rekonwalescencyjnych stadiów choroby, RNA można wykryć za pomocą reakcji łańcuchowej polimerazy odwrotnej transkryptazy (RT-PCR) z wymazów z gardła, płynu mózgowo-rdzeniowego, moczu i analizy krwi.

## Zapobieganie
Nie ma żadnej efektywnej metody leczenia choroby; zapobieganie jej jest jedyną ochroną. Prawdopodobieństwo zakażenia drogą przenoszenia przez zwierzęta można zmniejszyć, unikając narażenia na chore świnie i nietoperze, u których choroba ma charakter endemiczny. Nietoperze są nosicielami znacznie większej liczby zoonotycznych wirusów niż wszystkie inne rzędy ssaków i wiadomo, że wiele przenoszonych przez nie wirusów nie ma na nie wpływu, najwyraźniej ze względu na ich specjalny układ odpornościowy. Zakażenie przez nietoperze może być spowodowane piciem surowego soku palmowego skażonego odchodami nietoperzy, jedzeniem owoców przez nich nadgryzionych, czy piciem zainfekowanej wody. Wiadome jest, że nietoperze piją soki palmowe z otwartych pojemników czasami oddając tam swój mocz, co powoduje skażenie soku; Przejście na pojemniki ze szczelną pokrywką zapobiega transmisji tą drogą. Ogniska mogą zostać zmniejszone poprzez świadomość zamieszkujących rejony wystąpienia ogniska oraz nadzór odpowiednich organów. Związek choroby z cyklem rozrodczym nietoperzy nie jest dobrze zbadany.
Standardowe praktyki kontroli zakażeń mogą chronić przed zakażeniami szpitalnymi z człowieka na człowieka.
Stwierdzono, że szczepionka podjednostkowa wykorzystująca białko Hendra G wytwarza przeciwciała chroniące krzyżowo zarówno przeciwko henipawirusowi, jak i nipawirusowi; był on stosowany u małp w celu ochrony przed wirusem Hendra, chociaż nie badano jego możliwości stosowania u ludzi.

## Leczenie
Na rok 2020, nie ma żadnej konkretnej i skutecznej metody leczenia infekcji wirusem Nipah. Podstawą leczenia jest opieka wspomagająca. Zaleca się stosowanie standardowych praktyk kontroli zakażeń i odpowiednich technik pielęgnacyjnych, aby uniknąć przenoszenia zakażenia z człowieka na człowieka. Wszystkie osoby z podejrzeniem infekcji powinny zostać izolowane. Chociaż wstępne dowody przemawiają za stosowaniem rybawiryny, nie przeprowadzono jeszcze jej skuteczności u zakażonych. Swoiste przeciwciała zbadano również na modelu zwierzęcym z potencjalnymi korzyściami. Acyklowir, fawipirawir i remdisiwir zostały ocenione jako potencjalne leki przeciwwirusowe przeciwko wirusowi Nipah.

## Ogniska

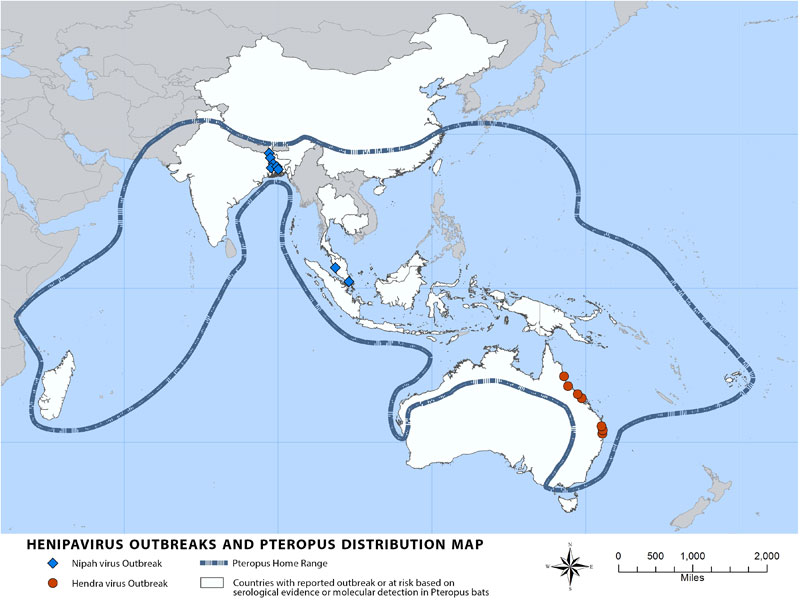
Mapa pokazująca lokalizacje ognisk wirusa Nipah i Hendra, a także zasięg nietoperzy Pteropus w 2014 roku

Ogniska wirusa Nipah zostały zgłoszone w Malezji, Singapurze, Bangladeszu i Indiach. Najwyższą śmiertelność z powodu zakażenia wirusem Nipah stwierdzono w Bangladeszu, gdzie ogniska zazwyczaj pojawiają się zimą. Wirus po raz pierwszy został znaleziony na półwyspie malezyjskim u świń i ich hodowców. Do połowy 1999 w Malezji, ponad 265 przypadków zapalenia mózgu zostało zdiagnozowanych u ludzi, 105 osób zmarło, w Singapurze natomiast w Singapurze odnotowano 11 przypadków zapalenia mózgu lub chorób układu oddechowego, z jednym zgonem. W 2001 wirus został rozpoznany w Bangladeszu w dystrykcie Maherpur i w Siliguri w Indiach. Ogniska zostały zaobserwowane po raz kolejny w 2003, 2004 i 2005 w innych dystryktach w Bangladeszu. Później w Bangladeszu pojawiły się kolejne liczne ogniska.
- Wrzesień 1998 – maj 1999: w stanach Perak, Negeri Sembilan i Selangor w Malezji. W sumie 265 przypadków ostrego zapalenia mózgu ze 105 zgonami spowodowanymi przez wirusa zostało zgłoszonych w trzech stanach w czasie epidemii[30]. Malezyjskie władze zdrowotne początkowo uważały, że przyczyną infekcji było japońskie zapalenie mózgu, które utrudniało wdrożenie skutecznych środków zapobiegających rozprzestrzenianiu się wirusa Nipah[31].
- 2001: 31 stycznia – 23 lutego, Siliguri, Indie: 66 przypadków ze wskaźnikiem śmiertelności 74%[26]. 75% pacjentów było pracownikami szpitala lub odwiedziło jednego z pozostałych pacjentów w szpitalu, co wskazuje na transmisję z osoby na osobę.
- 2001: kwiecień – maj, dystrykt Meherpur, Bangladesz: 13 przypadków z dziewięcioma ofiarami śmiertelnymi (69% śmiertelności)[28].
- 2003: styczeń, dystrykt Naogaon, Bangladesz: 12 przypadków z ośmioma ofiarami śmiertelnymi (67% śmiertelności)[28].
- 2004: styczeń – luty, dystrykty Manikganj i Rajbari, Bangladesz: 42 przypadki z 14 ofiarami śmiertelnymi (33% śmiertelności).
- 2004: 19 lutego – 16 kwietnia, dystrykt Faridpur, Bangladesz: 36 przypadków, z których zginęło 27 osób (śmiertelność 75%). 92% przypadków dotyczyło bliskiego kontaktu z co najmniej jedną inną osobą zakażoną wirusem Nipah. Dwa przypadki dotyczyły pojedynczego, krótkiego kontaktu z chorym pacjentem, w tym kierowcą rikszy, który przetransportował pacjenta do szpitala. Ponadto co najmniej sześć przypadków obejmowało zespół ostrej niewydolności oddechowej, którego wcześniej nie zgłaszano w przypadku choroby wywołanej wirusem Nipah u ludzi.
- 2005: styczeń, dystrykt Tangail, Bangladesz: 12 przypadków z 11 ofiarami śmiertelnymi (92% śmiertelności). Do zakażeń prawdopodobnie dochodziło głównie przez picie soku z palmy daktylowej zanieczyszczonego odchodami nietoperzy lub ich śliną[32].
- 2007: luty – maj, Dystrykt Nadia, Indie: do 50 podejrzanych przypadków, z 3–5 ofiarami śmiertelnymi. Miejsce ogniska choroby graniczy z dystryktem Kushtia w Bangladeszu, gdzie w marcu i kwietniu 2007 r. wystąpiło osiem przypadków zapalenia mózgu wywołanego wirusem Nipah z pięcioma ofiarami śmiertelnymi. Było to poprzedzone wybuchem epidemii w Thakurgaon w styczniu i lutym, który dotknął siedem osób i skutkował trzema zgonami[33]. Wszystkie trzy epidemie wykazały dowody na przenoszenie się z osoby na osobę.
- 2008: luty – marzec, dystrykty Manikganj i Rajbari, Bangladesz: dziewięć przypadków z ośmioma ofiarami śmiertelnymi[34].
- 2010: styczeń, okręg Bhanga, Faridpur, Bangladesz: Osiem przypadków z siedmioma ofiarami śmiertelnymi. W marcu zmarł jeden lekarz ze szpitala Faridpur Medical College Hospital opiekujący się osobami z potwierdzonymi przypadkami Nipah[35].
- 2011: luty, Hatibandha, Lalmonirhat, Bangladesz. Zgony 21 uczniów z powodu zakażenia wirusem Nipah odnotowano 4 lutego 2011. IEDCR potwierdził, że infekcja była spowodowana tym wirusem[36]. Lokalne szkoły zostały zamknięte na tydzień, aby zapobiec rozprzestrzenianiu się wirusa. Poproszono także ludzi o unikanie spożywania surowych owoców i produktów owocowych. Najbardziej prawdopodobnym źródłem tej epidemii były pokarmy skażone moczem lub śliną zakażonych nietoperzy owocożernych[37].
- 2018: maj, Potwierdzono, że przyczyną śmierci siedemnastu osób[38] w Perambra niedaleko Kozhikoge w Kerali w Indiach był wirus Nipah. Rozpoczęto leczenie środkami przeciwwirusowymi, takimi jak rybawiryna[39][40].
- 2019: czerwiec, 23-letni student został przyjęty do szpitala z zakażeniem wirusem Nipah w Kochi w Kerali[41]. Minister zdrowia Kerali, K. K. Shailaja powiedział, że 86 osób, które miały ostatnio kontakt z pacjentem, było pod obserwacją. Obejmowało to dwie pielęgniarki, które leczyły pacjenta i miały gorączkę i ból gardła. Sytuację monitorowano i rząd centralny i stanowy podjął kroki zapobiegawcze w celu kontrolowania rozprzestrzeniania się wirusa[41][42]. 338 osób było obserwowanych, w tym 17 w izolacji, przez Departament Zdrowia stanu Kerala. Po 54-dniowym leczeniu w prywatnym szpitalu 23-letni student został wypisany. 23 lipca rząd Kerali ogłosił, że dystrykt Ernakulam jest wolny od Nipah[43].

## Badania
Rybawiryna, przeciwciało monoklonalne m102.4 i fawipirawir były badane jako terapie od 2019 r.

### Leki
Rybawirynę badano na niewielkiej liczbie osób. Od 2011 r. nie było jasne, czy jest przydatna, chociaż po leczeniu kilka osób wróciło do normalnego trybu życia. Badania in vitro i badania na zwierzętach wykazały sprzeczne wyniki w skuteczności rybawiryny przeciwko NiV i Hendra, a niektóre badania wykazały skuteczne hamowanie replikacji wirusa w liniach komórkowych, podczas gdy inne badania na modelach zwierzęcych wykazały, że leczenie rybawiryną tylko opóźniało, ale nie zapobiegało śmierci po infekcji wirusem NiV lub Hendra.
W 2013 roku wykazano, że chlorochina, lek przeciwmalaryczny, blokuje krytyczne funkcje potrzebne do dojrzewania wirusa Nipah, chociaż nie zaobserwowano korzyści klinicznych.

### Uodpornienie
Immunizację bierną z użyciem ludzkiego przeciwciała monoklonalnego m102.4, które jest skierowane na domenę wiążącą receptory efryny-B2 i efryny-B3 glikoproteiny henipawirusa Nipah G, oceniono w modelu fretki jako profilaktykę poekspozycyjną.

## Popkultura
Malezyjski film Virus został wydany w 2019 roku był oparty na wybuchu wirusa Nipah w Kerali w Indiach w 2018 roku. Fikcyjny wirus MEV-1 przedstawiony w filmie Contagion z 2011 roku opierał się na połączeniu wirusa Nipah i wirusa odry.